# Papilio agestor
Papilio agestor (popularmente conhecida, em inglês, tawny mime) é uma borboleta da família Papilionidae e subfamília Papilioninae, encontrada na região indo-malaia e uma parte do Extremo Oriente; amplamente distribuída do Nepal ao Butão, Bangladesh, nordeste da Índia, Paquistão, Mianmar, Tailândia, Malásia peninsular, Laos e Vietnã até partes do Tibete e China ocidental e na ilha de Taiwan, em altitudes entre 300 e quase 3000 metros. Foi classificada por John Edward Gray, em 1831, na obra The Zoological Miscellany, com a sua localidade-tipo erroneamente descrita como "Sumatra". Suas lagartas se alimentam de plantas dos gêneros Cinnamomum e Persea (família Lauraceae).

## Descrição e hábitos
Papilio agestor possui, visto por cima, asas anteriores com envergadura máxima de 10 a 12 centímetros, caracterizadas por ser dotadas de escamas alares de coloração enegrecida com áreas mais claras enquanto suas asas posteriores são avermelhadas. Por baixo as suas asas apresentam tons avermelhados a castanho-avermelhados também na face inferior das asas anteriores. O seu corpo possui coloração negra com diversas áreas brancas.

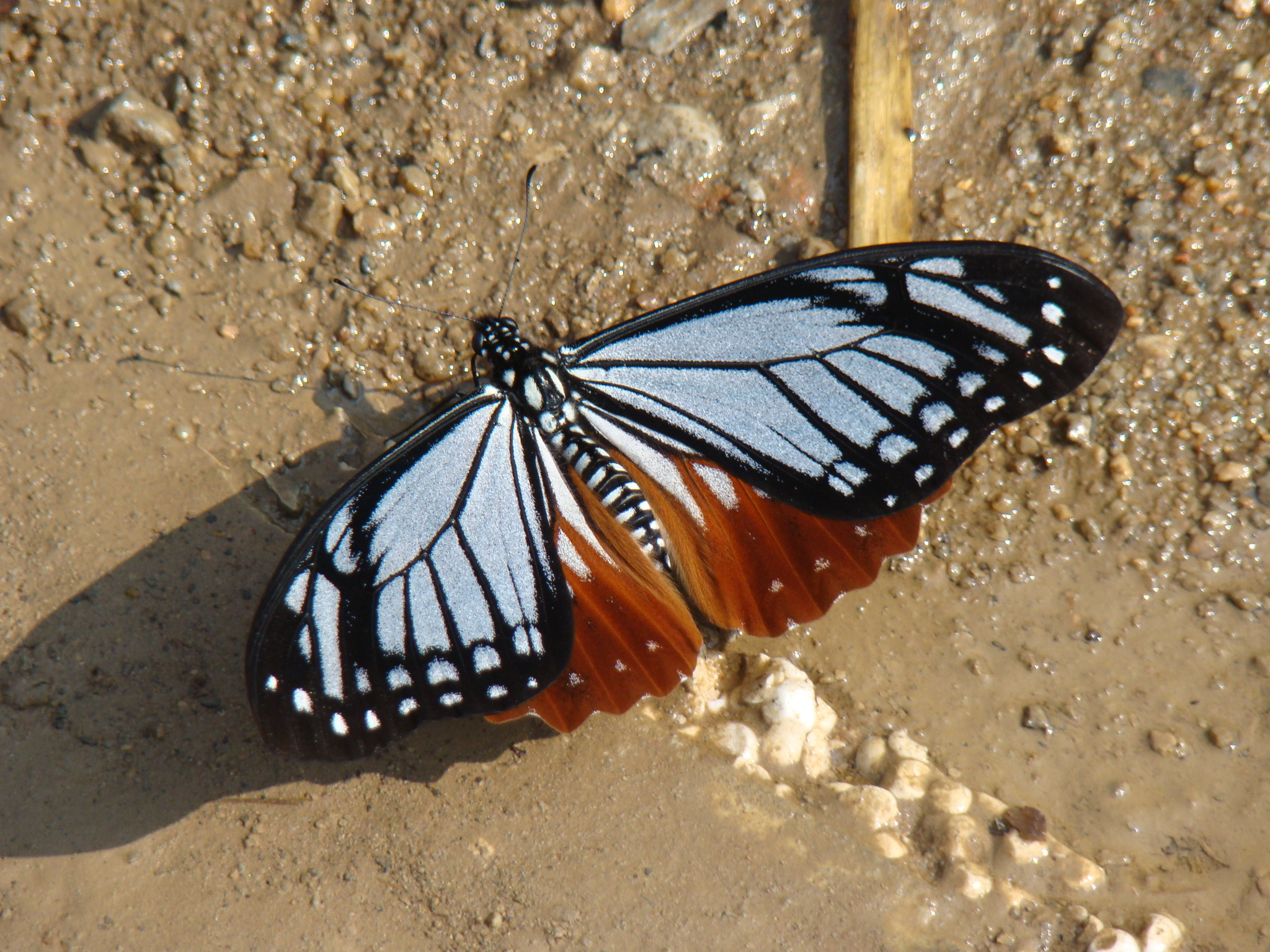
P. agestor fotografado em vista superior, na Tailândia.

Esta borboleta é encontrada em florestas tropicais e subtropicais úmidas e florestas decíduas em elevações. Machos comumente absorvem umidade mineralizada do solo, às vezes sendo encontrados sozinhos e mais frequentemente em agregações mistas e voando lentamente ao sol em clareiras de florestas, entre 3 a 4 metros acima do solo; sendo conhecidos por patrulhar uma área e responder agressivamente para borboletas e outros insetos que passem por longos períodos em um mesmo local. Eles não visitam flores.

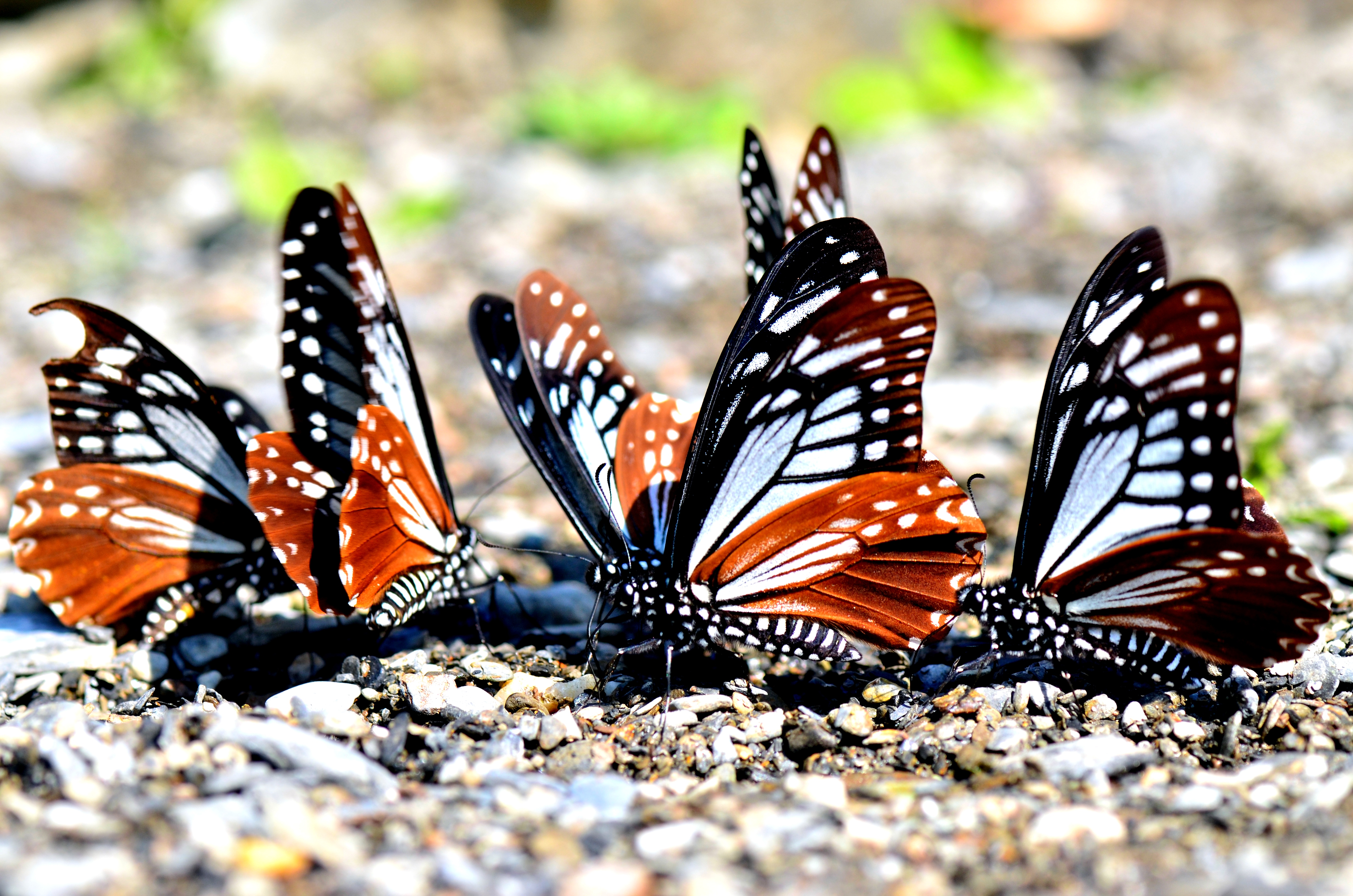
P. agestor em grupo, absorvendo umidade mineralizada do solo com seu hábito de se acumular em áreas enlameadas.

## Mimetismo
Ambos os sexos da borboleta Papilio agestor são conhecidos, em sua área de ocorrência, por serem insetos miméticos de uma borboleta da família dos ninfalídeos (Nymphalidae), a Parantica sita (Kollar, [1844]), que pertence à mesma subfamília da borboleta-monarca (Danainae), tal relação de mimetismo sendo do tipo batesiano pois P. agestor não possui o alto grau de toxicidade que a Parantica sita possui devido ao alimento de suas larvas (como Asclepias curassavica). Embora pareçam muito semelhantes, há pequenas diferenças e é muito fácil diferenciá-las, especialmente porque P. agestor é maior em sua envergadura.

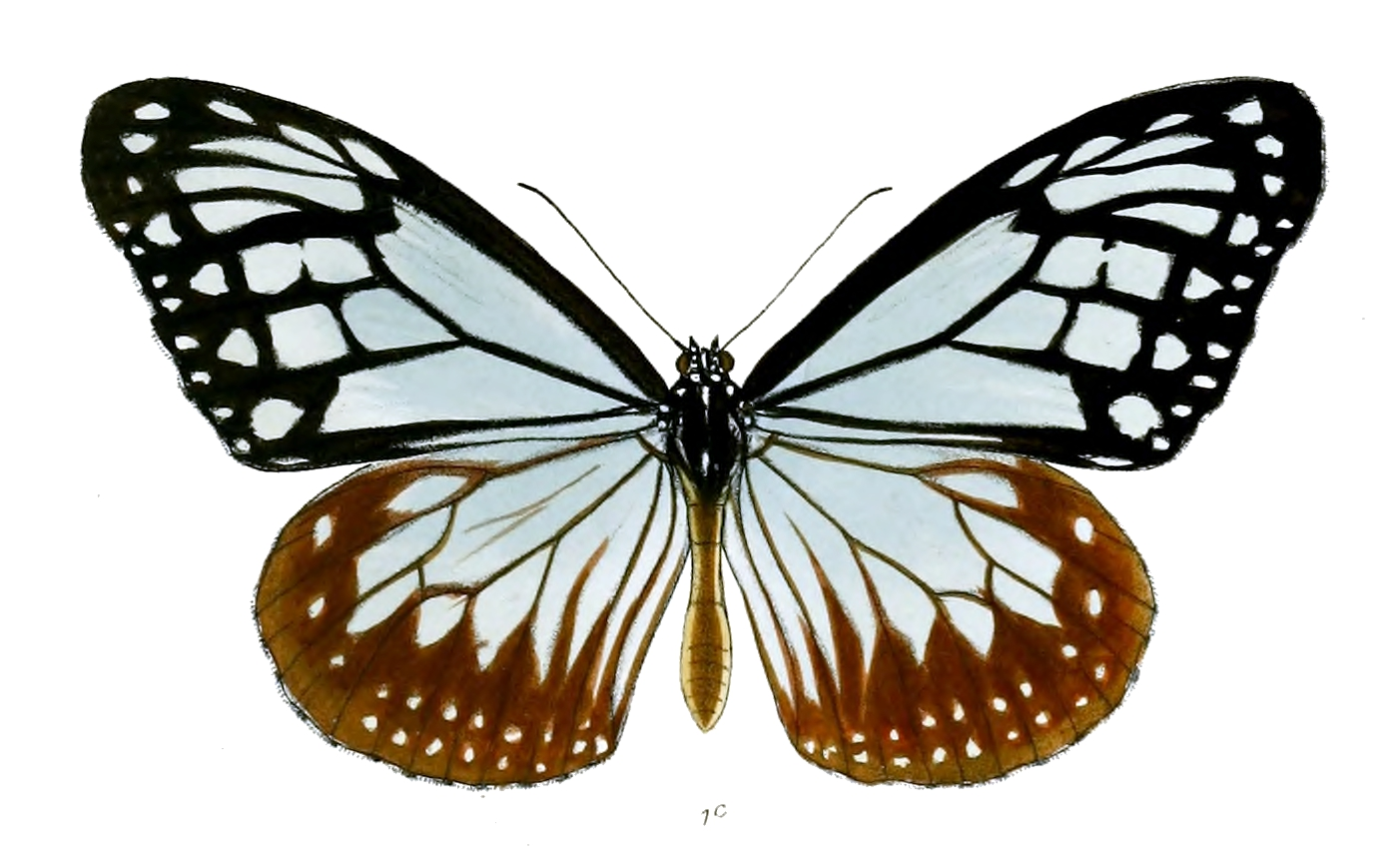
Ilustração de Parantica sita, a borboleta que P. agestor mimetiza.

O naturalista britânico Alfred Russel Wallace, em texto lido em 17 de março de 1864: On the phenomena of variation and geographical distribution as illustrated by the Papilionidae of the Malayan region, cita esse mimetismo de Papilio agestor na seguinte passagem:
Danais Tytia (sic) sendo outra denominação para a borboleta Parantica sita.

## Frequência
Esta espécie nunca é comum, mas não é citada como ameaçada na maior parte de sua área de distribuição, sendo extremamente local e apenas sendo considerada vulnerável na península da Malásia.

## Subespécies
Seis subespécies são reconhecidasː Uma sétima subespécieː Papilio agestor teruyoae (Shinkai, 1996), do norte do Vietnã, é incerta pelo pequeno número de espécimes examinados, necessitando maior estudo taxonômico.
- Papilio agestor agestor Gray, 1831
- Papilio agestor govindra Moore, 1864
- Papilio agestor restricta Leech, 1893
- Papilio agestor matsumurae Fruhstorfer, 1909
- Papilio agestor kuangtungensis Mell, 1935
- Papilio agestor shirozui (Igarashi, 1979)[1]